# Бабенко Таїсія Олександрівна
Таї́сія Олекса́ндрівна Бабе́нко (10 лютого 1993, Нікополь, Дніпропетровська область, Україна — 11 січня 2025) — українська футболістка та футзалістка. Віцечемпіонка (2023) та бронзова призерка (2022) чемпіонатів Європи з футзалу. Майстерка спорту України міжнародного класу.

## Клубна кар'єра
Таїсія розпочала займатися футболом у віці 10 років у хлопчачій команді у Нікополі, в якій вона виступала до 15 років. Під час виступу на всеукраїнському турнірі в Полтаві, її команда також провела товариський матч з жіночою полтавською командою «Нікою-ПНПУ». Через рік, навчаючись у 10 класі, Таїсія приєдналася до полтавського клубу.
Вона стала важливою гравчинею «Ніки-ПНПУ» та грала як у футбол, так і у футзал. Півзахисниця допомогла команді виграти чемпіонат України з футболу у першій лізі, забивши вирішальний мёяч у фіналі. Бабенко продовжила виступати за полтавську команду і після трансформації клубу в «ПЗМС». Універсалка залишалась у полтавському клубі до його розформування. 
2020 року спробувала свої сили у пляжному футболі у складі «Мрії-2006», здобувши «срібло» в чемпіонаті України та ставши переможницею Кубка європейських чемпіонів. Восени цього ж року приєдналася до «ЗХО-Tesl’и».
Сезон 2022/23 провела у португальському «Інтернасьоналі», що виступав в південній зоні другого дивізіону жіночого чемпіонату Португалії з футзалу. 
В кінці березня 2023 року приєдналася до «Лідера» з Кобеляк, але так і не зіграла за цю команду в жолному матчі.

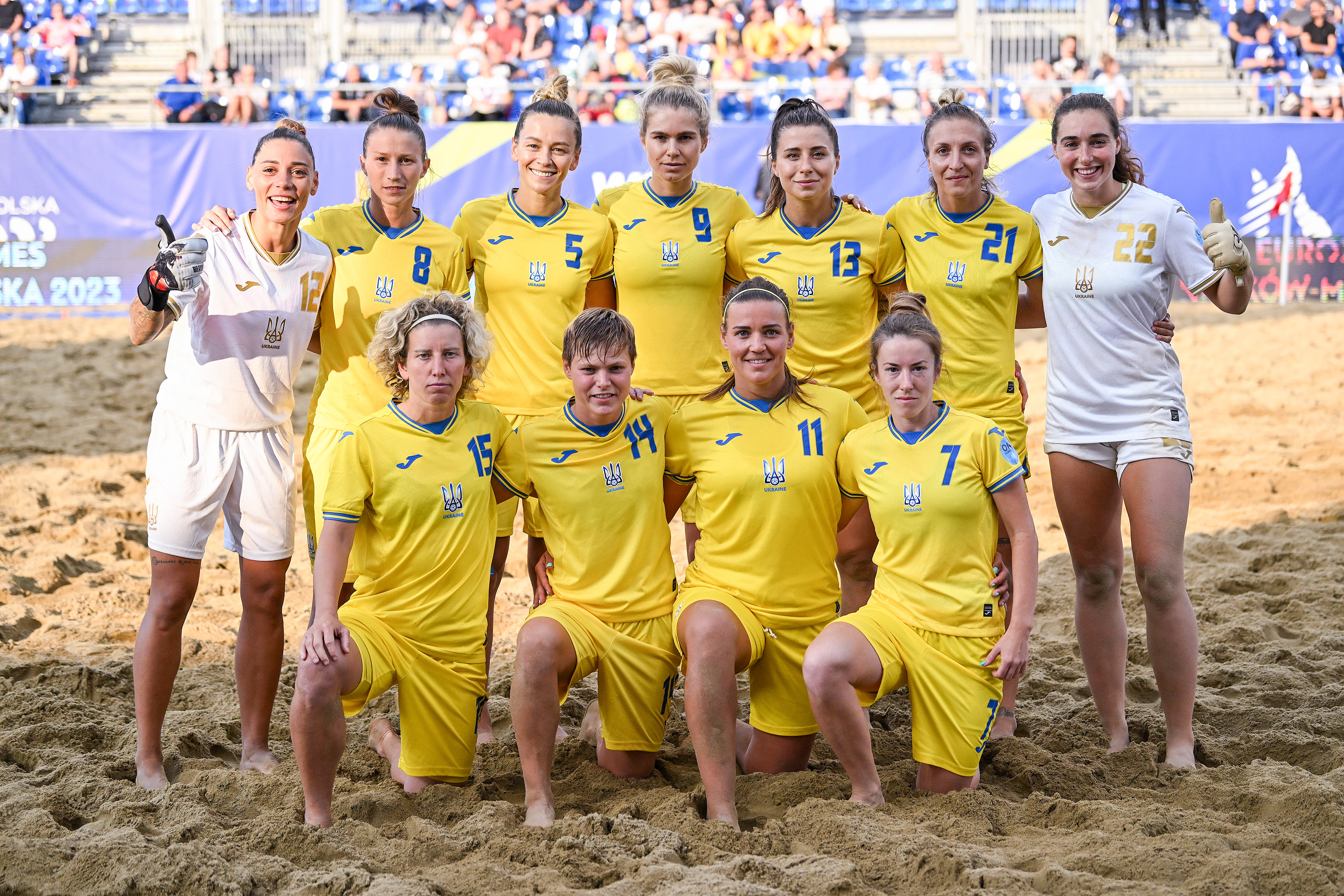
Таїсія Бабенко (№14) у складі жіночої збірної України з пляжного футболу на Європейських іграх 2023

Літом 2023 року разом зі зібрною України з пляжного футболу здобула срібні нагороди на Європейських Іграх.
6 липня 2023 року захисниця підписала однорічний контракт з полтавською «Ворсклою», вигравши з «Ворсклою» два турніри: чемпіонат України та кубок України.
У березні 2024 року у Таїсії Бабенко виявлено онкологічне захворювання. Футзалістки української збірної організували збір коштів на лікування своєї партнерки. 
11 січня 2025 року після боротьби з раком Таїсія померла.

## Титули та досягнення

### У футболі

#### Командні
«Ніка-ПНПУа»
- Перша ліга
  -  Переможниця (1): 2013/14

 «Ворскла»
- Вища ліга
  -  Чемпіонка (1): 2023/24

- Кубок
  -  Володарка (1): 2023

### У футзалі

#### Командні
«Ніка-ПНПУ»/«ПЗМС»
- Вища ліга
  -  Срібна призерка (4): 2010/11, 2012/13, 2016/17, 2017/18
  -  Бронзова призерка (4): 2011/12, 2013/14, 2014/15, 2015/16

- Кубок
  -  Фіналістка (2): 2012/13, 2013/14

### Збірна України з футзалу
- Чемпіонат Європи:
  -  Фіналістка (1): 2023
  -  Бронзова призерка (1): 2022

### У пляжному футболі

#### Командні
«Мрія 2006»
- Чемпіонат
  -  Срібна призерка (1): 2020

### Збірна України з пляжного футболу
- Європейські ігри:
  -  Фіналістка (1): 2023